# Половинкин, Владимир Васильевич
Влади́мир Васи́льевич Полови́нкин (8 марта 1926, с. Яковцево, Владимирская губерния — 1 июня 2013, Нижний Новгород, Россия) — советский, российский писатель, поэт, заслуженный работник культуры РСФСР.

## Биография
Родился 8 марта 1926 года в селе Яковцево (ныне — в Вачском районе Нижегородской области) в семье служащего. С 1939 года жил в Горьком. В 1948 году вступил в КПСС.
В 1949 году окончил Горьковский институт инженеров водного транспорта (кораблестроительный факультет), в 1954 — аспирантуру там же.
В 1954—1990 годах преподавал в Горьковском институте инженеров водного транспорта, был заместителем декана кораблестроительного факультета, деканом факультета повышения квалификации преподавателей средних учебных заведений Минречфлота.
Скончался 1 июня 2013 года в Нижнем Новгороде. Похоронен на Красном (Бугровском) кладбище Нижнего Новгорода (2 кв.).

## Научная деятельность
В 1954 году защитил кандидатскую диссертацию. Автор более 50 научных работ и учебных пособий.

### Избранные труды
- Половинкин В. В. Весовые нормативы и модули металлического корпуса речного судна: Автореф. дис. … канд. техн. наук. — Горький : Б. и., 1954. — 14 с.
- Половинкин В. В. Краткий обзор типов транспортных судов внутреннего плавания СССР : Метод. указ. к вводной лекции по курсу «Общее устройство судов». — Горький : Б. и., 1967. — 15 с.
- Половинкин В. В. Развитие отечественного речного судостроения : Конспект лекций для студентов мл. курсов всех специальностей / Отв. ред. А. М. Чижов. — Горький : Б. и., 1973. — 31 с. — 700 экз.

## Творчество
Дебютировал как поэт в 1948 году в газете «Горьковская коммуна». Первая книга — «Светлые берега» — вышла в 1952 году. Автор пятнадцати поэтических сборников, а также очерков.
Член Союза писателей СССР с 1964 года. В 1990—2002 годах — председатель Нижегородской областной организации Союза писателей России, с 1999 — также член правления Союза писателей России.
С 1997 года руководил литературным объединением «Феникс» при Нижегородском музее им. М. Горького. Входил в состав учёного совета Государственного музея А. М. Горького.
Его строки вырублены на граните у Вечного огня над Волгой в Нижегородском Кремле:

Товарищи, помните

жизнь отстоявших.

Они сберегли нам

и солнце, и радость.

За честь, за свободу,

за Родину павших

Навеки считайте

идущими рядом.— В. Половинкин (1965)

### Избранные публикации
- Половинкин В. В. Движется великая река : избранные стихи и проза. — Н.Новгород: [б.и.], 2008. — 208 с. — 500 экз. — ISBN 978-5-98449-095-5. (Содерж.: Разделы: Под серебряною чешуей; Над стремниной корабль мой; мы вместе в плаванье; Речные были; Академия река-море).
- Половинкин В. В. За летом уходящим : стихи и проза. — Н.Новгород: Книги, 2006. — 224 с. — 500 экз. — ISBN 5-94706-030-2. (Содерж.: Дальний лучик света: стихи; В уголке русской земли: очерки; Академия река-море: очерки и рассказы).
- Половинкин В. В. И реки, и моря : Очерки. — Горький: Волго-Вят. кн. изд-во, 1987. — 224 с. — 6000 экз.
- Половинкин В. В. Ледоход : Стихи и поэмы. — Горький : Волго-Вят. кн. изд-во, 1986. — 142 с. — 7000 экз.
- Половинкин В. В. Одна-единственная жизнь : Стихотворения и поэма. — Н.Новгород : Волго-Вят. кн. изд-во, 1991. — 111 с. — 5000 экз. — ISBN 5-7420-0335-8
- Половинкин В. В. От истоков до устья : собрание сочинений. — Н.Новгород : [б.и.], 2010.
  -  — Т. 2: Проза. — 2010. — 320 с.
  -  — Т. 1: Стихи. — 2010. — 345 с.
- Половинкин В. В. Помню : Стихи и поэма [«Дома»]. — Горький : Волго-Вят. кн. изд-во, 1970. — 78 с. — 5000 экз.
- Половинкин В. В. Пути и встречи : Стихи. — Горький : Кн. изд-во, 1959. — 87 с. — (Циклы: Начало; Здравствуй, Волга; Память сердца; Весенние песни)
- Половинкин В. В. Река и берег : Очерки. — Горький : Волго-Вят. кн. изд-во, 1982. — 317 с. — 15000 экз.
- Половинкин В. В. Речная соль : Путевые очерки. — Горький : Волго-Вят. кн. изд-во, 1978. — 207 с. — 10000 экз.
- Половинкин В. В. Родные гавани : Сб. стихов. — Н.Новгород : ГИПП «Нижполиграф», 1996. — 111 с. — (Содерж.: Циклы: На рейде большом; Вешние вести; Волгари; Волжские были; В Нижнем у нас). — 2000 экз. — ISBN 5-7628-0091-1
- Половинкин В. В. С нами рядом : Стихи и поэма [«Олька». — Горький] : Волго-Вятское кн. изд-во, 1964. — 55 с.
- Половинкин В. В. Светлые берега : Стихи. — [Горький] : Горьк. обл. гос. изд-во, 1952. — 48 с.
- Половинкин В. В. Стремнина : Стихи и поэмы. — Горький : Волго-Вят. кн. изд-во, 1976. — 127 с. — (Циклы: На берегах великих рек; Речная соль; Лунный камень; Комсомольская свадьба; Поэмы: Олька; Возвращение). — 10000 экз.

## Награды
- Медаль «За доблестный труд в Великой Отечественной войне 1941—1945 гг.»
- Отличник высшей школы (1980)
- заслуженный работник культуры РСФСР (1986)[3]
- Премия Нижнего Новгорода (1996, 2004, 2006)
- Премия журнала «Волга».

## Память
На фасаде дома № 152 по улице Горького (Н. Новгород) 17 декабря 2015 года установлена мемориальная доска Владимиру Половинкину.
В. В. Половинкину посвящены разделы экспозиции в музее судоходной компании «Волжское пароходство» и в Музее речного флота Волжского университета водного транспорта.